# Botiea

Mapa de la Antigua Macedonia con la ubicación de Botiea, que originalmente se hallaba entre los ríos Axio y Haliacmón y la posterior Bótica, situada en la parte occidental de la península Calcídica.

Botiea o Botia (en griego, Βοττιαία, Βοττία) era una región histórica que originalmente estaba en Macedonia, localizada entre los ríos Axio y Haliacmón, cuya estrecha franja litoral pertenecía a las ciudades de Icnas, y a Pela, que estaba a unos 40 km al noroeste de Terma y a unos 10 km del golfo Termaico. El curso bajo del Haliacmón servía de frontera entre Botiea y Macedónide.
Posteriormente, en algún momento de los siglos VII o VI a. C., sus habitantes, los botieos, fueron expulsados por los macedonios de esa región y se establecieron en la parte occidental de la península Calcídica, un territorio que era llamado Bótica (Βοττική) por el historiador Tucídides.

## Ciudades
En el siglo V a. C. constituyó un estado cuyos límites no son bien conocidos. Debió tener una organización política semejante a la de los calcídicos. Una inscripción relativa a un tratado con Atenas nos indica que tenían una asamblea común, unos jefes militares comunes y magistrados en cada ciudad. En esa época Espartolo, situada al norte de la península de Palene, era la polis más importante de la Bótica. Olinto también debió ser en algún momento una ciudad donde se establecieron los botieos. Otras ciudades de Bótica eran Eoleon, Calindea, Camacas y Tripeas y quizá también Cita, Pleume, Prasilo, Sino y Tinde.

## Historia
Espartolo se rebeló contra Atenas, junto a otras ciudades de la región, en el 432 a. C. En los años precedentes a la revuelta se había elevado el tributo a partir del 434 a. C. - 433 a. C. de seis a quince talentos. Fueron instigados por Pérdicas II, el cual al aliarse con los botieos y calcideos, cuyo territorio era contiguo al suyo, sumaría un gran ejército para oponerse a los atenienses. La extensión de la revuelta se deduce al comparar las listas de los tributos del 433 a. C. - 432 a. C. y las del 432 a. C. - 431 a. C.; entre estas últimas faltan ciudades de calcideos y botieos que eran tributarias el año anterior de la Liga de Delos.
Además de las ciudades principales sublevadas, Potidea, Espartolo y Olinto, la revuelta se extendió a ciudades como Meciberna, Escapsa, Asera, Piloro, Galepso, etc.
Sin embargo, unos años después, las ciudades de Bótica se aliaron con los atenienses, como atestigua una inscripción del año 422 a. C.